# China News Service

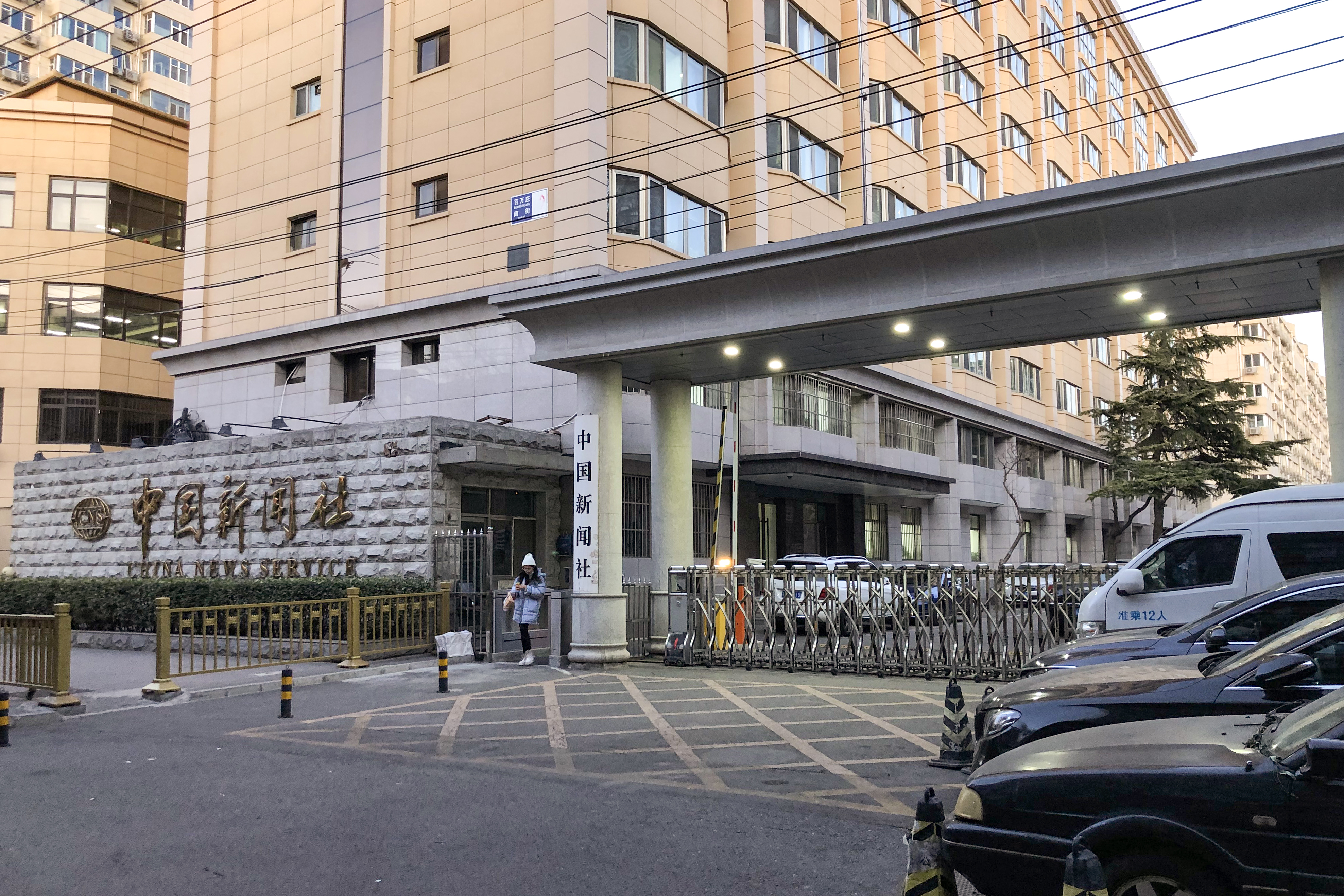
Westeingang zum Hauptsitz von CNS, Shijingshan Peking (2020)

China News Service (CNS, chinesisch 中国新闻社, Pinyin Zhōngguó Xīnwénshè – „China-Dienst für Nachrichten“, kurz 中新社) ist nach der Nachrichtenagentur Xinhua die zweitgrößte staatliche Nachrichtenagentur in der Volksrepublik China. Sie wurde ursprünglich vom Büro für Angelegenheiten der Übersee-Chinesen geleitet, das 2018 in die Zentralabteilung Vereinigte Arbeitsfront des Zentralkomitees der Kommunistischen Partei Chinas integriert wurde. CNS hat den Hauptsitz in Peking. Die Nachrichtenagentur zielt darauf ab, Auslandschinesen über Agenturbüros in Hongkong, Taiwan und Macau im Sinne der Zentralregierung zu beeinflussen. Dafür bestehen neben jeder Provinz auf dem Festland auch Agenturstandorte in verschiedenen Ländern, unter anderem in den Vereinigten Staaten, Japan, Frankreich und Australien.

## Geschichte
CNS wurde 1952 gegründet. Geleitet wurde es bis Februar 2015 von Beixian Liu, der während der sogenannten Antikorruptionskampagne unter dem „Überragenden Führer“ Xi Jinping der Bestechung bezichtigt und inhaftiert wurde.
Im Jahr 2014 veröffentlichte CNS einen rassistischen Leitartikel, welcher den scheidenden amerikanischen Botschafter in der Volksrepublik, Gary Locke, verspottete. Der Leitartikel wurde international vielfach kritisiert, weil es den sino-amerikanischen Botschafter als Banane beleidigte, was als Ethnophaulismus für integrierte Asiaten gilt. Der Artikel machte sich auch über seine Kenntnisse des Hochchinesischen lustig und meinte, dass seine Vorfahren ihn verstoßen würden, wenn sie über seine Loyalität zu China Bescheid wüssten.
2019 startete CNS eine Kampagne über die sozialen Medien, um seinen Einfluss in Übersee auszubauen. Gemäß dem Australischen Institut für strategische Politik war CNS während der Proteste in Hongkong 2019/2020 an staatlichen Desinformations- und Propagandakampagnen beteiligt. Laut einer Untersuchung von ProPublica hat CNS eine Drittfirma beauftragt, gefälschte Twitter-Konten zu erstellen, um Verschwörungstheorien und Falschinformationen zur COVID-19-Pandemie zu verbreiten.